# Joseph Bodard
Joseph Joël Bodard (* 21. Juni 1938) ist ein ehemaliger französischer Seeoffizier, der zuletzt Vizeadmiral (Vice-amiral) war.

## Leben
Joseph Joël Bodard trat 1960 in die Marine ein und absolvierte eine Ausbildung zum Seeoffizier an der École navale. Am 1. Oktober 1961 wurde er zum Leutnant zur See (Enseigne de vaisseau de deuxième classe) befördert und versah in der Folgezeit Dienst an Bord des Flugdeckkreuzers und Hubschrauberträgers Jeanne d’Arc. 1963 wurde er zum Oberleutnant zur See (Enseigne de vaisseau de première classe) sowie im Mai 1967 Kapitänleutnant (Lieutenant de Vaisseau) befördert. Er fand zahlreiche Verwendungen als Seeoffizier und erhielt später die weiteren Beförderungen zum Korvettenkapitän (Capitaine de Corvette) sowie zum Fregattenkapitän (Capitaine de Frégate). Am 22. Juli 1985 wurde ihm das Ritterkreuz der Ehrenlegion verliehen. Als Kapitän zur See (Capitaine de Vaisseau) war er Kommandant der U-Boot-Angriffsgruppe (Commandant les sous-marins d’attaque). Am 20. Dezember 1989 erhielt er zudem das Offizierskreuz des Ordre national du Mérite.
Am 19. Oktober 1990 erfolgte die Beförderung von Bodard zum Konteradmiral (Contre-amiral) sowie am 27. Januar 1993 seine Ernennung zum Inspekteur für atomare Bewaffnung (Inspecteur des armements nucléaires). Für seine Verdienste wurde ihm am 25. Juni 1994 das Offizierskreuz der Ehrenlegion verliehen.  In dieser Verwendung wurde er am 2. August 1994 mit Wirkung zum 1. Oktober 1994 zum Vizeadmiral (Vice-amiral) befördert und schied am 3. November 1994 aus dem aktiven Militärdienst aus. Am 22. Februar 1995 wechselte er zum privaten Sicherheits- und Militärunternehmen Défense conseil international (DCI), die als Holding aus den Unternehmen Compagnie Française d’Assistance Spécialisée (COFRAS), Société Navale Française de Formation et de Conseil (NAVFCO), Air de Conseil (AIRCO) und DESCO entstanden ist. Am 26. November 2004 wurde er Mitglied des Verwaltungsrates des Direction des Constructions Navales (DCN), einem Unternehmen im Bereich Schiffsbau, Rüstung und erneuerbare marine Energien, aus dem 2017 die Naval Group hervorging. Er wurde am 5. Mai 2007 Vertreter des Staates in der Direction des Constructions Navales. Am 5. November 2013 wurde er zudem Kommandeur des Ordre national du Mérite. Er war Präsident der Marine-Hilfsorganisation ADOSM (Association pour le Développement des Œuvres Sociales de la Marine) und ist derzeit Ehrenmitglied dieser Organisation.